# Óscar Tunjo

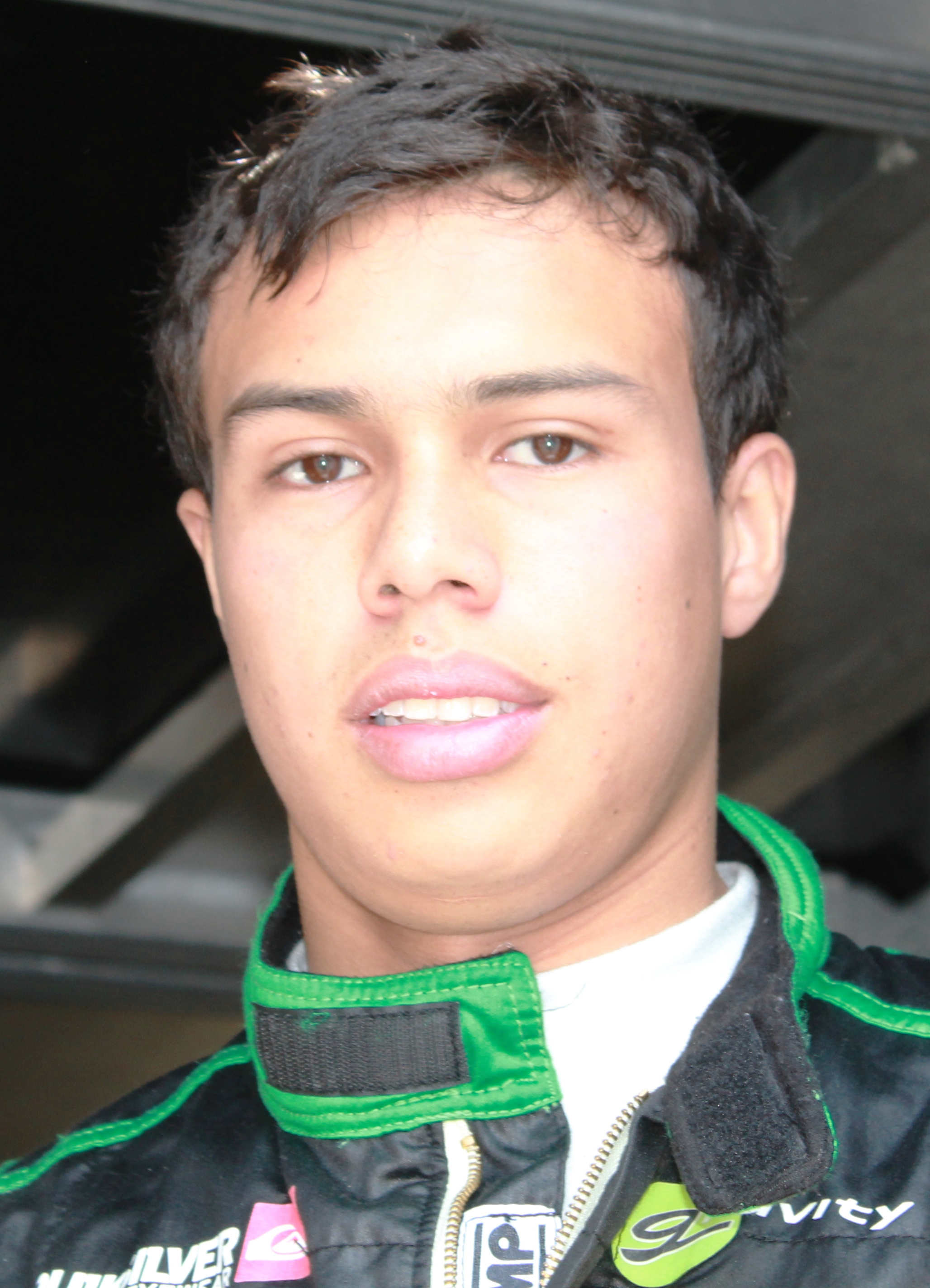
Óscar Tunjo in 2012.

Óscar Andrés Tunjo (Cali, 5 januari 1996) is een Colombiaans autocoureur. Hij is lid van het opleidingsprogramma van het Formule 1-team Lotus.

## Carrière

### Karting
Tunjo begon zijn autosportcarrière in het karting op vijfjarige leeftijd in verschillende Colombiaanse kampioenschappen, waarbij hij meerdere titels behaalde. In 2007 stapte hij over naar Europa om daar aan lokale kartkampioenschappen deel te nemen.

### Formule BMW
Tunjo maakte zijn debuut in het formuleracing in 2010 op veertienjarige leeftijd in de Formule BMW Pacific voor het team Meritus. Met één overwinning op het Marina Bay Street Circuit en vier andere podiumplaatsen eindigde hij als tweede in het kampioenschap achter Richard Bradley.

### Formule Renault
In 2011 keerde Tunjo terug in Europa, waarbij hij voor het team Josef Kaufmann Racing in zowel de Eurocup Formule Renault 2.0 als de Formule Renault 2.0 NEC ging rijden. In de Eurocup werd hij tiende met één podiumplaats op de Hungaroring, terwijl hij in de NEC slechts drie raceweekenden deelnam en als 23e eindigde met een podiumplaats op de Nürburgring.
In 2012 stapte Tunjo in de Eurocup over naar de Tech 1 Racing, waarvoor hij ook in de Formule Renault 2.0 Alps ging rijden. In de Alps eindigde hij achter Daniil Kvjat, Norman Nato en Paul-Loup Chatin als vierde met overwinningen op Spa-Francorchamps en het Circuit de Catalunya, terwijl hij in de Eurocup als zevende eindigde met één overwinning in Catalunya.
In 2013 keerde Tunjo terug bij Josef Kaufmann Racing voor zowel de NEC als de Eurocup. In de Eurocup verbeterde hij zichzelf naar de zesde plaats met twee podiumplaatsen, terwijl hij in de NEC opnieuw in slechts drie raceweekenden deelnam en daarin met één overwinning op Spa dertiende werd.
In 2014 zou Tunjo zijn Formule 3-debuut maken in het Europees Formule 3-kampioenschap voor het terugkerende team Signature. Voorafgaand aan het seizoen verliet hij echter het team vanwege een gebrek aan snelheid. Hierdoor begon hij het seizoen zonder zitje, maar in mei werd bekend dat hij in 2014 vanaf het raceweekend op Spa-Francorchamps instapte voor Pons Racing in de Formule Renault 3.5 Series. Hij eindigde driemaal in de top 10, waardoor hij als 22e in het kampioenschap eindigde met 11 punten.

### GP3
In 2015 zou Tunjo opnieuw voor Pons rijden in de Formule Renault 3.5, maar twee maanden voor de start van het seizoen verbrak hij zijn contract met het team wegens gebrek aan sponsorgeld. Later werd bekend dat hij dat jaar ging overstappen naar de GP3 Series, waarbij hij uitkwam voor het team Trident. Hij won zijn vierde race op de Red Bull Ring, maar na het daaropvolgende raceweekend op Silverstone vertrok hij bij het team. Uiteindelijk werd hij vijftiende in de eindstand met 17 punten.
In 2016 keerde Tunjo terug in de GP3, waarin hij overstapt naar Jenzer Motorsport.